# 黑斑背斜眼䲁
黑斑背斜眼䲁（學名：Notoclinops caerulepunctus），為輻鰭魚綱䲁形目三鰭䲁科背斜眼䲁屬的一個種，分布於西南太平洋紐西蘭海域，深度0至40公尺，本魚體延長，頭部呈黃橙色，眼睛瞳孔周圍有一條細而明亮的藍線，佈滿大片鮮紅色斑點，一直延伸到第一背鰭，身體其餘部分的上半部是一系列深藍黑色的方形區域，每對方形之間都有一個彩虹色的藍色斑點連接，背鰭硬棘21-23枚、背鰭軟條10-13枚、臀鰭硬棘1枚、臀鰭軟條23-25枚，體長可達3.6公分，成魚棲息在潮間帶的潮池，會協助清除大型魚類身上的寄生蟲，雌魚產附著性卵在藻類築的巢，雄魚會守護卵，幼魚為浮游性，生活習性不明。